# Índex de llibertat de premsa mundial
L'Índex de llibertat de premsa mundial és un indicador creat per Reporters Sense Fronteres sobre l'estat de la llibertat de premsa al món.
Reporters Sense Fronteres publica cada any una llista a partir de les respostes obtingudes en una enquesta enviada a periodistes i especialistes relacionats per tot el món. En l'enquesta es pregunta sobre atacs directes a periodistes i mitjans de comunicació així com altres fonts indirectes de pressió contra la premsa independent.
L'informe s'elabora sobre la base d'un qüestionari enviat a les organitzacions associades amb Reporters Sense Fronteres (14 grups de llibertat d'expressió en cinc continents) i els seus 130 corresponsals al voltant del món, a més de periodistes, investigadors, juristes i activistes pro drets humans. L'informe pregunta tant sobre atacs directes a periodistes i mitjans de comunicació com d'altres formes indirectes de pressió contra la llibertat de premsa. L'estudi també pren en consideració les pressions de grups aliens als governs, com per exemple el terrorisme d'ETA a Espanya o la Màfia a Rússia, o qualsevol altre grup que d'una o altra forma posi en perill real la llibertat de premsa d'un país.
Segons RSF, l'índex se centra exclusivament en la llibertat de premsa i no amida en cap cas la qualitat del periodisme en un país. A causa de la metodologia de l'estudi, que es basa en la percepció individual dels informants, sovint es produïxen amplis contrastos en la posició d'un país en l'escalafó d'un any a un altre.

## Metodologia
RSF sol·licita als membres de la seva xarxa respondre a una enquesta de 52 preguntes que permet avaluar la llibertat de premsa en cada país. Reben l'enquesta 14 associacions de defensa de la llibertat d'expressió implantades en els cinc continents, 130 corresponsals, a més de periodistes, investigadors, juristes i militants pels drets humans.
La imatge obtinguda per a un període donat presa en compte els esdeveniments ocorreguts entre l'1 de setembre i el 31 d'agost de cada any. Considera únicament violacions dels drets humans que tenen a veure amb la llibertat de premsa, incloent atemptats contra periodistes (classificats en assassinats, empresonament, agressions i amenaces) i contra mitjans de comunicació socials (censura, decomís d'edicions i equips, visites de control i altres pressions).
Altres factors presos en compte són el grau d'impunitat del que es beneficien els causants de violacions a la llibertat de premsa, el marc jurídic sobre el qual s'assenta l'exercici de la professió així com dels mitjans de comunicació socials, l'existència de monopolis d'estat en la premsa o altres mitjans, presència d'organismes de regulació i el comportament de l'estat enfront de la premsa internacional. Finalment, es pren en compte en l'índex els atemptats a la llibertat de circulació de la informació via Internet.
Des del 2014 l'índex compara 180 països; per als altres no es té informació completa o suficientment fiable. Alguns estats petits com ara Ciutat del Vaticà o Mònaco no hi estan inclosos.

## Taula 2019-2023
Aquesta taula recull la Classificació anual de la llibertat de premsa per països  publicada anualment per Reporters Sense Fronteres. L'índex de valoració va de 0, la pitjor puntuació, a 100, la millor. La posició en el rànquing per a cada any és la primera xifra entre parèntesis.
| País                                        | 2023        | 2022        | 2021        | 2020        | 2019        |
| ------------------------------------------- | ----------- | ----------- | ----------- | ----------- | ----------- |
| Noruega                                     | (001) 95.18 | (001) 92.65 | (001) 93.28 | (001) 92.16 | (001) 92.18 |
| Irlanda                                     | (002) 89.91 | (006) 88.3  | (012) 88.09 | (013) 87.40 | (015) 85.00 |
| Dinamarca                                   | (003) 89.48 | (002) 90.27 | (004) 91.43 | (003) 91.87 | (005) 90.13 |
| Suècia                                      | (004) 88.15 | (003) 88.84 | (003) 92.76 | (004) 90.75 | (003) 91.69 |
| Finlàndia                                   | (005) 87.94 | (005) 88.42 | (002) 93.01 | (002) 92.07 | (002) 92.10 |
| Països Baixos                               | (006) 87.00 | (028) 77.93 | (006) 90.33 | (005) 90.04 | (004) 91.37 |
| Lituània                                    | (007) 86.79 | (009) 84.14 | (028) 79.95 | (028) 78.81 | (030) 77.94 |
| Estònia                                     | (008) 85.31 | (004) 88.83 | (015) 84.75 | (014) 87.39 | (011) 87.73 |
| Portugal                                    | (009) 84.60 | (007) 87.07 | (009) 89.89 | (010) 88.17 | (012) 87.37 |
| Timor-Leste                                 | (010) 84.49 | (017) 81.89 | (071) 70.89 | (078) 70.10 | (084) 70.07 |
| Liechtenstein                               | (011) 84.47 | (010) 84.03 | (023) 80.51 | (024) 80.48 | (026) 79.51 |
| Suïssa                                      | (012) 84.40 | (014) 82.72 | (010) 89.45 | (008) 89.38 | (006) 89.48 |
| Nova Zelanda                                | (013) 84.23 | (011) 83.54 | (008) 89.96 | (009) 89.31 | (007) 89.25 |
| República Txeca                             | (014) 83.58 | (020) 80.54 | (040) 76.62 | (040) 76.43 | (040) 75.11 |
| Canadà                                      | (015) 83.53 | (019) 81.74 | (013) 84.75 | (016) 84.71 | (018) 84.31 |
| Letònia                                     | (016) 83.27 | (022) 79.17 | (022) 80.74 | (022) 81.44 | (024) 80.47 |
| Eslovàquia                                  | (017) 83.22 | (027) 78.37 | (035) 76.98 | (033) 77.33 | (035) 76.42 |
| Islàndia                                    | (018) 83.19 | (015) 82.69 | (016) 84.63 | (015) 84.88 | (014) 85.29 |
| Samoa                                       | (019) 82.15 | (045) 71.39 | (021) 80.76 | (021) 81.75 | (022) 81.75 |
| Luxemburg                                   | (020) 81.98 | (021) 79.81 | (020) 82.44 | (017) 84.54 | (017) 84.34 |
| Alemanya                                    | (021) 81.91 | (016) 82.04 | (013) 84.76 | (011) 87.84 | (013) 85.40 |
| Namíbia                                     | (022) 80.91 | (018) 81.84 | (024) 80.28 | (023) 80.75 | (023) 81.05 |
| Costa Rica                                  | (023) 80.20 | (008) 85.92 | (005) 91.24 | (007) 89.47 | (010) 87.76 |
| França                                      | (024) 78.72 | (026) 78.53 | (034) 77.4  | (034) 77.08 | (032) 77.79 |
| Sud-àfrica                                  | (025) 78.60 | (035) 75.56 | (032) 78.41 | (031) 77.59 | (031) 77.81 |
| Regne Unit                                  | (026) 78.51 | (024) 78.71 | (033) 78.41 | (035) 77.07 | (033) 77.77 |
| Austràlia                                   | (027) 78.24 | (039) 73.77 | (025) 80.21 | (026) 79.79 | (021) 83.45 |
| Moldàvia                                    | (028) 77.62 | (040) 73.47 | (089) 68.39 | (091) 68.84 | (091) 68.79 |
| Àustria                                     | (029) 77.30 | (031) 76.74 | (017) 83.66 | (018) 84.22 | (016) 84.67 |
| Trinitat i Tobago                           | (030) 76.54 | (025) 78.68 | (031) 78.45 | (036) 76.78 | (039) 75.26 |
| Bèlgica                                     | (031) 76.47 | (023) 78.86 | (011) 88.31 | (012) 87.43 | (009) 87.93 |
| Jamaica                                     | (032) 75.89 | (012) 83.35 | (007) 90.04 | (006) 89.49 | (008) 88.87 |
| Cap Verd                                    | (033) 75.72 | (036) 75.37 | (027) 79.91 | (025) 79.85 | (025) 80.19 |
| Seychelles                                  | (034) 75.71 | (013) 83.33 | (052) 74.34 | (063) 71.34 | (069) 70.59 |
| Taiwan                                      | (035) 75.54 | (038) 74.08 | (043) 76.14 | (043) 76.24 | (042) 75.02 |
| Espanya                                     | (036) 75.37 | (032) 76.71 | (029) 79.56 | (029) 77.84 | (029) 78.01 |
| Andorra                                     | (037) 75.05 | (053) 68.79 | (039) 76.68 | (037) 76.77 | (037) 75.37 |
| Macedònia                                   | (038) 74.35 | (057) 68.44 | (090) 68.33 | (092) 68.72 | (095) 68.34 |
| Montenegro                                  | (039) 74.28 | (063) 66.54 | (104) 65.67 | (105) 66.17 | (104) 67.26 |
| Argentina                                   | (040) 73.36 | (029) 77.28 | (069) 71.01 | (064) 71.22 | (057) 71.70 |
| Itàlia                                      | (041) 72.05 | (058) 68.16 | (041) 76.61 | (041) 76.31 | (043) 75.02 |
| Croàcia                                     | (042) 71.95 | (048) 70.42 | (056) 72.05 | (059) 71.49 | (064) 70.97 |
| República Dominicana                        | (043) 71.88 | (030) 76.9  | (050) 74.4  | (055) 72.10 | (055) 72.10 |
| Tonga                                       | (044) 71.29 | (049) 69.74 | (046) 75.41 | (050) 72.73 | (045) 74.59 |
| Estats Units                                | (045) 71.22 | (042) 72.74 | (044) 76.07 | (045) 76.15 | (048) 74.31 |
| Gàmbia                                      | (046) 71.06 | (050) 69.25 | (085) 69.24 | (087) 69.38 | (092) 68.65 |
| Corea del Sud                               | (047) 70.83 | (043) 72.11 | (042) 76.57 | (042) 76.30 | (041) 75.06 |
| Surinam                                     | (048) 70.62 | (052) 68.95 | (019) 83.05 | (020) 82.50 | (020) 83.62 |
| Armènia                                     | (048) 70.61 | (051) 68.97 | (063) 71.17 | (061) 71.40 | (061) 71.02 |
| Eslovènia                                   | (050) 70.59 | (054) 68.54 | (036) 76.9  | (032) 77.36 | (034) 77.69 |
| Belize                                      | (051) 70.49 | (047) 70.67 | (053) 72.39 | (053) 72.50 | (053) 72.50 |
| Uruguai                                     | (052) 70.33 | (044) 72.03 | (018) 83.62 | (019) 84.21 | (019) 83.94 |
| Romania                                     | (053) 69.04 | (056) 68.46 | (048) 75.09 | (048) 74.09 | (047) 74.33 |
| Costa d'Ivori                               | (054) 68.83 | (037) 74.46 | (066) 71.13 | (068) 71.06 | (071) 70.48 |
| Xipre                                       | (055) 68.62 | (065) 65.97 | (026) 80.15 | (027) 79.55 | (028) 78.26 |
| Kosovo                                      | (056) 68.38 | (061) 67    | (078) 69.68 | (070) 70.67 | (075) 70.32 |
| Polònia                                     | (057) 67.66 | (066) 65.64 | (064) 71.16 | (062) 71.35 | (059) 71.11 |
| Burkina Faso                                | (058) 67.64 | (041) 73.12 | (037) 76.83 | (038) 76.53 | (036) 75.47 |
| Papua Nova Guinea                           | (059) 67.62 | (062) 66.66 | (047) 75.12 | (046) 76.07 | (038) 75.30 |
| Guyana                                      | (060) 67.50 | (034) 76.41 | (051) 74.39 | (049) 73.37 | (051) 73.37 |
| Nigèria                                     | (061) 66.84 | (059) 67.8  | (059) 71.56 | (057) 71.75 | (066) 70.74 |
| Ghana                                       | (062) 65.93 | (060) 67.43 | (030) 78.67 | (030) 77.74 | (027) 79.19 |
| Maurici                                     | (063) 65.56 | (064) 66.07 | (061) 71.26 | (056) 72.00 | (058) 71.54 |
| Bòsnia i Hercegovina                        | (064) 65.43 | (067) 65.64 | (058) 71.66 | (058) 71.49 | (063) 70.98 |
| Botswana                                    | (065) 64.61 | (095) 58.49 | (038) 76.75 | (039) 76.44 | (044) 74.91 |
| Libèria                                     | (066) 64.34 | (075) 62.77 | (098) 66.64 | (095) 67.75 | (093) 68.51 |
| Lesotho                                     | (067) 64.29 | (088) 59.39 | (088) 68.30 | (086) 69.55 | (078) 70.26 |
| Japó                                        | (068) 63.95 | (071) 64.37 | (067) 71.12 | (066) 71.14 | (067) 70.64 |
| Panamà                                      | (069) 63.67 | (074) 62.78 | (077) 70.06 | (076) 70.22 | (079) 70.22 |
| Togo                                        | (070) 63.06 | (100) 57.17 | (074) 70.41 | (071) 70.67 | (076) 70.31 |
| Bulgària                                    | (071) 62.98 | (091) 59.12 | (112) 62.71 | (111) 64.94 | (111) 64.89 |
| Hongria                                     | (072) 62.96 | (085) 59.8  | (092) 68.24 | (089) 69.16 | (087) 69.56 |
| Malàisia                                    | (073) 62.83 | (113) 51.55 | (119) 60.53 | (101) 66.88 | (123) 63.26 |
| Sierra Leone                                | (074) 62.55 | (046) 71.03 | (075) 70.39 | (085) 69.72 | (086) 69.64 |
| Comores                                     | (075) 62.25 | (083) 60.16 | (084) 69.35 | (075) 70.23 | (056) 72.09 |
| Xipre del Nord                              | (076) 61.73 | (081) 61.08 | (076) 70.18 | (077) 70.21 | (074) 70.33 |
| Geòrgia                                     | (077) 61.69 | (089) 59.3  | (060) 71.36 | (060) 71.41 | (060) 71.02 |
| Guinea Bissau                               | (078) 61.57 | (092) 58.79 | (095) 67.32 | (094) 67.94 | (089) 69.05 |
| Ucraïna                                     | (079) 61.19 | (106) 55.76 | (097) 67.04 | (096) 67.48 | (102) 67.54 |
| Equador                                     | (080) 60.51 | (068) 64.61 | (096) 67.17 | (098) 67.38 | (097) 68.12 |
| Congo                                       | (081) 60.42 | (093) 58.64 | (118) 61.17 | (118) 63.44 | (117) 63.96 |
| Malawi                                      | (082) 60.34 | (080) 61.4  | (062) 71.2  | (069) 70.68 | (068) 70.64 |
| Xile                                        | (083) 60.09 | (082) 60.61 | (054) 72.11 | (051) 72.69 | (046) 74.35 |
| Malta                                       | (084) 59.76 | (078) 61.55 | (081) 69.54 | (081) 69.84 | (077) 70.26 |
| Guinea                                      | (085) 59.51 | (084) 59.82 | (109) 64.58 | (110) 65.66 | (107) 66.51 |
| Mauritània                                  | (086) 59.45 | (097) 58.1  | (094) 67.75 | (097) 67.46 | (094) 68.35 |
| Zàmbia                                      | (087) 59.41 | (109) 55.4  | (115) 61.79 | (120) 63.00 | (119) 63.62 |
| Mongòlia                                    | (088) 59.33 | (090) 59.17 | (068) 71.03 | (073) 70.39 | (070) 70.49 |
| Fiji                                        | (089) 59.27 | (102) 56.91 | (055) 72.08 | (052) 72.59 | (052) 72.82 |
| Bhutan                                      | (090) 59.25 | (033) 76.46 | (065) 71.14 | (067) 71.10 | (080) 70.19 |
| Sèrbia                                      | (091) 59.16 | (079) 61.51 | (093) 67.97 | (093) 68.38 | (090) 68.82 |
| Brasil                                      | (092) 58.67 | (110) 55.36 | (111) 63.75 | (107) 65.95 | (105) 67.21 |
| Organització dels Estats del Carib Oriental | (093) 58.36 | (055) 68.49 | (045) 76.02 | (044) 76.22 | (050) 73.96 |
| Gabon                                       | (094) 58.12 | (105) 56    | (117) 61.4  | (121) 62.80 | (115) 64.40 |
| Nepal                                       | (095) 57.89 | (076) 62.67 | (106) 65.38 | (112) 64.90 | (106) 66.60 |
| Albània                                     | (096) 57.86 | (103) 56.41 | (083) 69.41 | (084) 69.75 | (082) 70.16 |
| Israel                                      | (097) 57.57 | (086) 59.62 | (086) 69.1  | (088) 69.16 | (088) 69.20 |
| República Centreafricana                    | (098) 57.56 | (101) 56.96 | (126) 58.08 | (132) 57.13 | (145) 52.73 |
| Haití                                       | (099) 57.38 | (070) 64.55 | (087) 68.88 | (083) 69.80 | (062) 71.00 |
| Maldives                                    | (100) 56.93 | (087) 59.55 | (072) 70.87 | (079) 70.07 | (098) 67.84 |
| Madagascar                                  | (101) 56.66 | (098) 58.02 | (057) 71.76 | (054) 72.32 | (054) 72.24 |
| Moçambic                                    | (102) 56.13 | (116) 49.89 | (108) 64.61 | (104) 66.21 | (103) 67.34 |
| Paraguai                                    | (103) 55.96 | (096) 58.36 | (100) 66.48 | (100) 67.03 | (099) 67.60 |
| Senegal                                     | (104) 55.82 | (073) 63.07 | (049) 74.78 | (047) 76.01 | (049) 74.19 |
| Qatar                                       | (105) 55.28 | (119) 49.03 | (128) 57.4  | (129) 57.49 | (128) 57.49 |
| Tailàndia                                   | (106) 55.24 | (115) 50.15 | (137) 54.78 | (140) 55.06 | (136) 55.90 |
| Grècia                                      | (107) 55.20 | (108) 55.52 | (070) 70.99 | (065) 71.20 | (065) 70.92 |
| Indonèsia                                   | (108) 54.83 | (117) 49.27 | (113) 62.6  | (119) 63.18 | (124) 63.23 |
| Txad                                        | (109) 53.73 | (104) 56.18 | (123) 59.8  | (123) 60.30 | (122) 63.29 |
| Perú                                        | (110) 52.74 | (077) 61.75 | (091) 68.29 | (090) 69.06 | (085) 69.78 |
| Swazilàndia                                 | (111) 52.66 | (131) 46.42 | (141) 53.66 | (141) 54.85 | (147) 50.91 |
| Benín                                       | (112) 52.44 | (121) 48.39 | (114) 61.82 | (113) 64.89 | (096) 68.26 |
| Mali                                        | (113) 52.29 | (111) 54.48 | (099) 66.5  | (108) 65.88 | (112) 64.77 |
| Burundi                                     | (114) 52.14 | (107) 55.74 | (147) 52.43 | (160) 44.67 | (159) 47.11 |
| El Salvador                                 | (115) 51.36 | (112) 54.09 | (082) 69.51 | (074) 70.30 | (081) 70.19 |
| Kenya                                       | (116) 51.15 | (069) 64.59 | (102) 66.35 | (103) 66.28 | (100) 67.56 |
| Bolívia                                     | (117) 51.09 | (126) 47.58 | (110) 64.53 | (114) 64.63 | (113) 64.62 |
| Sudan del Sud                               | (118) 50.62 | (128) 47.06 | (139) 54.22 | (138) 55.51 | (139) 54.35 |
| Líban                                       | (119) 50.46 | (130) 46.58 | (107) 65.07 | (102) 66.81 | (101) 67.56 |
| Guinea Equatorial                           | (120) 50.35 | (141) 43.96 | (164) 44.33 | (165) 43.62 | (165) 41.65 |
| Tunísia                                     | (121) 50.11 | (094) 58.49 | (073) 70.47 | (072) 70.55 | (072) 70.39 |
| Kirguizstan                                 | (122) 49.91 | (072) 64.25 | (079) 69.63 | (082) 69.81 | (083) 70.08 |
| Nigèria                                     | (123) 49.56 | (129) 46.79 | (120) 60.31 | (115) 64.37 | (120) 63.50 |
| República Democràtica del Congo             | (124) 48.55 | (125) 47.66 | (149) 51.41 | (150) 50.91 | (154) 48.29 |
| Angola                                      | (125) 48.30 | (099) 57.17 | (103) 65.94 | (106) 66.08 | (109) 65.04 |
| Zimbàbue                                    | (126) 48.17 | (137) 44.94 | (130) 56.88 | (126) 59.05 | (127) 57.77 |
| Guatemala                                   | (127) 48.12 | (124) 47.94 | (116) 61.55 | (116) 64.26 | (116) 64.06 |
| Mèxic                                       | (128) 47.98 | (127) 47.57 | (143) 53.29 | (143) 54.55 | (144) 53.22 |
| Singapur                                    | (129) 47.88 | (139) 44.23 | (160) 44.8  | (158) 44.77 | (151) 48.59 |
| Etiòpia                                     | (130) 47.70 | (114) 50.53 | (101) 66.37 | (099) 67.18 | (110) 64.89 |
| Ruanda                                      | (131) 46.58 | (136) 45.18 | (156) 49.34 | (155) 49.66 | (155) 47.57 |
| Filipines                                   | (132) 46.21 | (147) 41.84 | (138) 54.36 | (136) 56.46 | (134) 56.09 |
| Uganda                                      | (133) 46.08 | (132) 46.35 | (125) 58.81 | (125) 59.05 | (125) 60.58 |
| Kazakhstan                                  | (134) 45.87 | (122) 48.28 | (155) 49.72 | (157) 45.89 | (158) 47.18 |
| Sri Lanka                                   | (135) 45.85 | (146) 42.13 | (127) 57.8  | (127) 58.06 | (126) 60.39 |
| Algèria                                     | (136) 45.74 | (134) 45.53 | (146) 52.74 | (146) 54.48 | (141) 54.25 |
| Uzbekistan                                  | (137) 45.73 | (133) 46.35 | (157) 49.26 | (156) 46.93 | (160) 46.48 |
| Camerun                                     | (138) 45.58 | (118) 49.1  | (135) 56.22 | (134) 56.72 | (131) 56.68 |
| Colòmbia                                    | (139) 45.32 | (145) 42.43 | (134) 56.26 | (130) 57.34 | (129) 57.18 |
| Hong Kong                                   | (140) 44.86 | (148) 41.64 | (080) 69.56 | (080) 69.99 | (073) 70.35 |
| Somàlia                                     | (141) 44.24 | (140) 44.01 | (161) 44.53 | (163) 44.55 | (164) 42.76 |
| Brunei                                      | (142) 44.20 | (144) 42.53 | (154) 50.09 | (152) 50.35 | (152) 48.52 |
| Tanzània                                    | (143) 44.02 | (123) 48.28 | (124) 59.31 | (124) 59.75 | (118) 63.72 |
| Marroc                                      | (144) 43.69 | (135) 45.42 | (136) 56.06 | (133) 57.12 | (135) 56.02 |
| Emirats Àrabs Units                         | (145) 42.99 | (138) 44.46 | (131) 56.87 | (131) 57.31 | (133) 56.37 |
| Jordània                                    | (146) 42.79 | (120) 48.66 | (129) 57.11 | (128) 57.92 | (130) 56.89 |
| Cambodja                                    | (147) 42.02 | (142) 43.48 | (144) 53.16 | (144) 54.54 | (143) 54.10 |
| Sudan                                       | (148) 40.83 | (151) 40.96 | (159) 47.07 | (159) 44.67 | (175) 27.55 |
| Líbia                                       | (149) 40.22 | (143) 43.16 | (165) 44.27 | (164) 44.23 | (162) 44.23 |
| Pakistan                                    | (150) 39.95 | (157) 37.99 | (145) 53.14 | (145) 54.48 | (142) 54.17 |
| Azerbaidjan                                 | (151) 39.93 | (154) 39.4  | (167) 41.23 | (168) 41.52 | (166) 40.87 |
| Afganistan                                  | (152) 39.75 | (156) 38.27 | (122) 59.81 | (122) 62.30 | (121) 63.45 |
| Tadjikistan                                 | (153) 39.06 | (152) 40.26 | (162) 44.48 | (161) 44.66 | (161) 45.98 |
| Kuwait                                      | (154) 38.84 | (158) 37.87 | (105) 65.64 | (109) 65.70 | (108) 66.14 |
| Oman                                        | (155) 37.87 | (163) 35.99 | (133) 56.63 | (135) 56.58 | (132) 56.58 |
| Palestina                                   | (156) 37.86 | (170) 28.98 | (132) 56.82 | (137) 55.91 | (137) 55.32 |
| Plantilla:Country data Belarús              | (157) 37.17 | (153) 39.62 | (158) 49.18 | (153) 50.25 | (153) 48.34 |
| Nicaragua                                   | (158) 37.09 | (160) 37.09 | (121) 60.02 | (117) 64.19 | (114) 64.47 |
| Veneçuela                                   | (159) 36.99 | (159) 37.78 | (148) 52.4  | (147) 54.34 | (148) 50.90 |
| Laos                                        | (160) 36.66 | (161) 36.64 | (172) 29.44 | (172) 35.72 | (171) 35.51 |
| Índia                                       | (161) 36.62 | (150) 41    | (142) 53.44 | (142) 54.67 | (140) 54.33 |
| Djibouti                                    | (162) 35.87 | (164) 35.75 | (176) 21.38 | (176) 23.27 | (173) 28.64 |
| Bangladesh                                  | (163) 35.31 | (162) 36.63 | (152) 50.29 | (151) 50.63 | (150) 49.26 |
| Rússia                                      | (164) 34.77 | (155) 38.82 | (150) 51.29 | (149) 51.08 | (149) 49.69 |
| Turquia                                     | (165) 33.97 | (149) 41.25 | (153) 50.21 | (154) 49.98 | (157) 47.19 |
| Egipte                                      | (166) 33.37 | (168) 30.23 | (166) 43.83 | (166) 43.18 | (163) 43.53 |
| Iraq                                        | (167) 32.94 | (172) 28.59 | (163) 44.43 | (162) 44.63 | (156) 47.40 |
| Iemen                                       | (168) 32.78 | (169) 29.14 | (169) 37.65 | (167) 41.75 | (168) 38.34 |
| Hondures                                    | (169) 32.65 | (165) 34.61 | (151) 50.65 | (148) 51.80 | (146) 51.47 |
| Aràbia Saudita                              | (170) 32.43 | (166) 33.71 | (170) 37.27 | (170) 37.86 | (172) 34.12 |
| Bahrain                                     | (171) 30.59 | (167) 30.97 | (168) 38.9  | (169) 39.87 | (167) 38.69 |
| Cuba                                        | (172) 29.00 | (173) 27.32 | (171) 36.06 | (171) 36.19 | (169) 36.19 |
| Myanmar                                     | (173) 28.26 | (176) 25.03 | (140) 53.86 | (139) 55.23 | (138) 55.08 |
| Eritrea                                     | (174) 27.86 | (179) 19.62 | (180) 18.55 | (178) 16.50 | (178) 19.74 |
| Síria                                       | (175) 27.22 | (171) 28.94 | (173) 29.37 | (174) 27.43 | (174) 28.22 |
| Turkmenistan                                | (176) 25.82 | (177) 25.01 | (178) 19.97 | (179) 14.56 | (180) 14.56 |
| Iran                                        | (177) 24.81 | (178) 23.22 | (174) 27.3  | (173) 35.19 | (170) 35.59 |
| Vietnam                                     | (178) 24.58 | (174) 26.11 | (175) 21.54 | (175) 25.29 | (176) 25.07 |
| Xina                                        | (179) 22.97 | (175) 25.17 | (177) 21.28 | (177) 21.52 | (177) 21.08 |
| Corea del Nord                              | (180) 21.72 | (180) 13.92 | (179) 18.72 | (180) 14.18 | (179) 16.60 |